# خودکشی در پل گلدن گیت
بین سال‌های ۱۹۳۷ تا ۲۰۱۲، حدود ۱۴۰۰ جسد مربوط به افرادی که از پل گلدن گیت، واقع در منطقه خلیج سانفرانسیسکو در ایالات متحده پریده بودند، پیدا شده‌است.
در سال ۲۰۱۳، ۱۱۸ نفر در مورد احتمال پرش یا تلاش‌های خود برای پریده از روی این پل به پایین صحبت کردند که البته این کار را نکرده بودند. تا تاریخ ۲۰۱۳، تخمین زده می‌شود که ۳۴ نفر پس از پریدن زنده مانده‌اند. برخی از آنها فوراً به دلیل آسیب‌های داخلی می‌میرند، در حالی که برخی دیگر در اثر هیپوترمی غرق می‌شوند یا می‌میرند.
برای جلوگیری از خودکشی، اقداماتی همچون تلفن، گشت زنی توسط پرسنل اورژانس و کارگران پل وجود دارد. ساختن یک مانع خودکشی اگرچه قبلاً غیرعملی تلقی می‌شد، اما در سال ۲۰۱۴، مدیران پل، پیشنهادی را برای نصب توری زیر پل که از هر طرف نسبت به عرض پل گسترده‌تر باشد، به جای موانع کناری روی نرده‌ها که مدت‌ها پیشنهاد شده بود، تصویب کردند.

## زمینه
سطح پل حدود ۲۴۵ فوت (۷۵ متر)بالاتر از سطح آب است. پس از سقوط چهار ثانیه ای، افراد با سرعت حدود ۷۵ مایل در ساعت (۱۲۰ کیلومتر در ساعت) با سطح آب برخورد می‌کنند. بیشتر کسانی که از پل می‌پرند بر اثر ضربه ابتدایی با سطح آب جان خود را از دست می‌دهند. حدود ۵٪ از این افراد از ضربه اولیه جان سالم به در می‌برند اما عموماً در اثر سرمازدگی در آب غرق می‌شوند یا می‌میرند. بیشتر پرش‌های خودکشی از روی پل در سمتی که رو به خلیج است اتفاق افتاده‌است.
شمارش رسمی خودکشی تا سال ۱۹۹۵ ادامه داشت، این آمار به تفکیک اینکه پرش کننده به کدام یک از ۱۲۸ تیر چراغ پل نزدیک‌تر بوده، تنظیم شده‌است. شمارش رسمی در ۵ ژوئن ۱۹۹۵ در پرش ۹۹۷ متوقف شد. فرد خودکشی کننده‍ی شماره ۱۰۰۰، اریک اتکینسون (۲۵)، در ۳ ژوئیه ۱۹۹۵ پرید و در نتیجه، کن هولمز، بازرس کانتی مارین از رسانه‌های محلی خواست تا گزارش تعداد کل پرش‌کنندگان را متوقف کنند. تا سال ۲۰۱۲ تعداد غیررسمی از ۱۶۰۰ فراتر رفت (مواردی که در آن جسد پیدا شد یا شخصی پرش را دید بود) و طبق تحلیل سانفرانسیسکو کرونیکل، خودکشی‌های جدید تقریباً هر دو هفته یک بار اتفاق می‌افتاد. بیشترین خودکشی در یک ماه، در اوت ۲۰۱۳ بود که ۱۰ مورد پرش گزارش شد. برای سال ۲۰۱۳ تعداد کل خودکشی‌ها، ۴۶ نفر بود، البته از ۱۱۸ تلاش دیگر جلوگیری شده بود، بنابراین ۲۰۱۳ بیشترین آمار در یک سال را به خود اختصاص داده بود. آمار اقدام به خودکشی به میزان تقریباً هر دو روز یکبار افزایش یافته‌است. جوانترین مورد شناخته شده مریلین دمونت پنج ساله بود. در سال ۱۹۴۵، به همراه پدرش بر روی پل و به دستور پدرش از روی پل پریده بود و بلافاصله خود پدر به دنبال او پرید.
جهت مقایسه، جنگل آئوکیگاهارا در ژاپن، دارای رکورد یافتن ۱۰۸ جسد در سال ۲۰۰۴ است. آمار میانگین این جنگل کشف پیکر بی جان ۳۰ نفر در سال است. این جنگل دومین مکان در دنیا از نظر میزان خودکشی است.
در سال ۲۰۰۶، ۳۴ مورد خودکشی با پرش از روی پل رخ داد که اجساد آنها کشف شد، علاوه بر چهار پرش که دیده شدند اما اجساد آنها هرگز پیدا نشد، و چندین جسد مشکوک به پرش از روی پل پیدا شد. گشت بزرگراه کالیفرنیا در آن سال ۷۰ نفر را که ظاهراً قصد خودکشی داشتند را از روی پل به بیرون هدایت کرد.
از سال ۱۹۳۷ آمار دقیقی در مورد تعداد خودکشی‌ها یا تعداد کل پرش‌ها وجود ندارد، زیرا بسیاری از آنها شاهدی نداشته‌اند. این‌طور مشهور است که برخی از مردم به‌طور خاص به سانفرانسیسکو می‌آیند و با اتوبوس یا تاکسی به سمت پل می‌روند تا از روی این پل بپرند پلیس گاهی وقت ها اتومبیل‌های اجاره ای رها شده را در پارکینگ پیدا می‌کند که مربوط به این مسافران است. جریان‌های آب زیر پل قوی هستند و برخی از پیکرها به احتمال زیاد بدون دیده شدن به دریا می‌روند.

ابعاد پل گلدن گیت و به سمت غرب (بیرون به دریا) است.

نسبت مرگ و میر به پریدن تقریباً ۹۸٪ است. تا جولای ۲۰۱۳، تنها ۳۴ نفر از پرش جان سالم به در برده‌اند. کسانی که زنده می‌مانند، ابتدا با زاویه کم خطرتر به آب برخورد می‌کنند، حتی در این شرایط هم شکستگی استخوان یا آسیب‌های داخلی محتمل است. یک زن جوان به نام سارا راتلج برنبام بعد از پریدن جان سالم به در برد، اما دوباره برای پریدن بازگشت و این بار جان باخت. یک مرد جوان در سال ۱۹۷۹ بعد از پریدن جان سالم به در برد، شنا کرد و به ساحل رسید و خود را به بیمارستان رساند. ضربه ابتدایی چند مهره او را دچار آسیب کرده بود.
پروفسور ناتالی جرمیجنکو، به عنوان بخشی از مجموعه هنری «دفتر فناوری معکوس» که متعلق به خودش است، با همکاری شرکت میانگین صنعتی داوجونز، با آمار تعداد پرش‌های شناسایی شده توسط «جعبه‌های خودکشی» توسط دوربین‌های تشخیص حرکت که ادعا کرد زیر پل نصب کرده‌است، یک «شاخص افسردگی» ایجاد کردند. ظاهراً این جعبه‌ها ۱۷ پرش در سه ماه را ثبت کردند که بسیار بیشتر از شمارش رسمی بود. موزه ویتنی، اگر چه این سؤال را مطرح می‌کند که "آیا واقعا فناوری تشخیص خودکشی جرمیجنکو وجود داشته‌است یا خیر؟" اما این پروژه او را در دوسالانه ویتنی خود گنجانده‌است.
کریستا تیپت نویسنده و روزنامه‌نگار آمریکایی پل گلدن گیت را به یک آهن‌ربای خودکشی توصیف می‌کند.

## پیشگیری و مداخله
روش‌های مختلفی به‌طور عینی برای جلوگیری از پریدن افراد از روی پل انجام شده‌است. نصب تلفن‌های خط خودکشی و کارکنانی که روی پل گشت می‌زنند و به دنبال افراد مشکوک به قصد خودکشی می‌گردند. سالها است که پل در ساعات شب به روی عابران پیاده بسته می‌شود. البته همچنان دوچرخه‌سواران در شب مجاز به عبور هستند، اما فقط از درون دروازه‌های امنیتی کنترل از راه دور، وارد پل می‌شوند و از طرف دیگر خارج می‌شوند. تلاش‌ها برای ایجاد مانع خودکشی با مشکل‌ مهندسی، هزینه بالا و مخالفت عمومی سالها بی سرانجام مانده بود. یکی از پیشنهادهای تکراری، ساختن مانعی برای جایگزینی یا تقویت نرده پایین، علاوه بر طرح معماری اولیه پل بود که توسط طراح دوم در طرح نهایی اصلاح شده بود.(طراحی اصلی بر اساس فنس با ارتفاع پنج ونیم فوت بود، اما به چهار فوت کاهش یافت) موانع جدید باعث حذف خودکشی در دیگر نقاط دیدنی در سراسر جهان شده‌است، اما با این موانع در پل گلدن گیت به دلایل هزینه بالا، آسیب به زیبایی پل و خطر ایمنی سازه پل مخالفت کردند، زیرا بار ناشی از یک مانع با توجه به طراحی ضعیف می‌تواند بر یکپارچگی ساختاری پل طی باد و طوفانِ شدید، تأثیر جدی بگذارد. با وجود این نگرانی‌ها، در ژوئن ۲۷، ۲۰۱۴، کالیفرنیا یک طرح بودجه برای نصب یک مانع خودکشی را تصویب کرد.
یک گروه داوطلب به نام فرشتگان ناظر پل توسط ستوان پلیس Pleasanton, Mia Munayer، در سال ۲۰۱۱ تأسیس شد. در طول هر تعطیلات مهم و در حالی که خارج از وظیفه است، مونیر صدها داوطلب را بسیج می‌کند تا به دنبال هر کسی که ممکن است به خودکشی فکر کند، در پل گشت زنی کنند. قبل از شروع شیفت صبح یا بعدازظهر، داوطلبان Bridgewatch Angels در مورد علائم هشداردهنده فردی در بحران، راه‌های غیرمستقیم و مستقیم تعامل با افرادی که به تنهایی روی پل قدم می‌زنند و پروتکل ایمنی هنگام تعامل با یک فرد خودکشی که نیاز به مداخله پلیس دارد، آموزش می‌بینند. هر رویداد Bridgewatch به یاد شخصی اختصاص داده شده‌است که از پل گلدن گیت پرید و خانواده‌اش به فرشتگان Bridgewatch ملحق می‌شوند که با هم قدم می‌زنند تا یاد و خاطره عزیزشان را گرامی بدارند. فرشتگان Bridgewatch با انجام ده‌ها مداخله در هر سال شناخته می‌شوند.

## نجات از خودکشی
علاوه برگشت پل گلدن گیت، نیروی انتظامی و پرسنل فوریت‌های پزشکی، کارگرهای آهن پل گلدن گیت هستند که داوطلبانه وقت خود را برای جلوگیری از خودکشی با صحبت با افراد خودکشی یا مبارزه با آن‌ها صرف می‌کنند. یکی از کارگرها آهن، کن هاپر، در اواسط دهه ۱۹۸۰ در پل شروع به کار کرد و وظیفه نجات داوطلب را «بخشی از کار» می‌داند. آنها که «کاوبوی‌های آسمان» نامیده می‌شوند، وسایل و دانش پل و همچنین تجربه کار در ارتفاع بالا را دارند که به آنها صلاحیت لازم را می‌دهد تا از راه‌آهن عبور کنند و به افراد نیازمند کمک کنند. در حالی که تجربه داوطلبها خطر سقوط را به حداقل می‌رساند، هنوز خطراتی وجود دارد. کارگرهای آهن گزارش کرده‌اند که بر روی آنها چاقو کشیده شده‌است، اسلحه‌های پر شده را همراه افراد احتمالی دیده‌اند یا گاز گرفته شده‌اند. هنگامی که یک روان‌شناس پلیس در صحنه است، آنها امدادگرها داوطلب را از طریق بی‌سیم راهنمایی می‌کنند و به کارگرهای آهن سمینارهایی در مورد پیشگیری از خودکشی ارائه می‌شود. در سال ۲۰۰۱، هاپر گزارش داد که ۳۰ فرد خودکشی را نجات داده و دو نفر را از دست داده‌است. او شاهد دست اول قتل/خودکشی استیون پیج بود، جایی که پدری که به تازگی همسرش را به قتل رسانده بود، دختر کوچکش را از روی پل پرت کرد و سپس خودش از روی پل پرید.
«دست‌های هاپر» تا حدی به عنوان میراث کارگرهای آهن که برای انجام وظیفه نجات انتحاری داوطلب شده بودند ایجاد شد. بعد از اینکه هاپر متوجه شد دونده‌های کنار آب که حصار بن‌بست پیاده‌رو نزدیک فورت پوینت را قبل از برگشت لمس می‌کردند، از نقاش تابلوی پل خواست که تابلویی با نقاشی دو دست روی آن ایجاد کند. تابلوها اکنون در طرفین پل قرار دارند.
در ژانویه ۲۰۰۵، اقلیتی سازمان یافته از متخصص‌های روان‌پزشکی، مشاورهای مانع خودکشی، و خانواده‌های افردادی که اقدام به پرش کرده بودند، مجدداً درخواست‌های مصرانه‌ای برای ایجاد مانع، حصار، یا سایر تدابیر پیشگیرانه مطرح کردند. دو فیلم با موضوع خودکشی و پل گلدن گیت به این تلاش‌ها سرعت بخشیدند. در ۱۴ ژانویه ۲۰۰۵، سانفرانسیسکو کرونیکل نامه سرگشاده ای از نویسنده و کارگردان جنی اولسون منتشر کرد که در آن خواستار ایجاد مانع انتحاری در پل گلدن گیت شد. این نامه تا حدی گزیده‌ای از فیلمنامه او به نام شادی زندگی بود که هفته بعد، در ۲۰ ژانویه ۲۰۰۵، در جشنواره فیلم ساندنس به نمایش درآمد. روز قبل، در ۱۹ ژانویه ۲۰۰۵، کرونیکل این خبر را منتشر کرد که اریک استیل، فیلمساز، در سال ۲۰۰۴ برای فیلم پل خود، که در سال ۲۰۰۶ اکران می‌شد، از روی پل پرش خودکشی می‌کرد. یک هفته بعد، شادی زندگی برای اولین بار در جشنواره فیلم ساندنس به نمایش درآمد و نسخه‌های ویدیویی فیلم با کمک بنیاد روان‌پزشکی کالیفرنیای شمالی در اختیار اعضای هیئت مدیره منطقه بریج قرار گرفت.
در پاییز ۲۰۰۵، سانفرانسیسکو کرونیکل یک دوره مقالهٔ هفت قسمتی با عنوان «زیبایی کشنده» منتشر کرد که بر مشکل خودکشی و پل گلدن گیت تمرکز داشت و تأکید کرد که راه حل نه تنها ممکن، بلکه حتی مطلوب است.
کوین بریگز ، گشت‌زن بزرگراه کالیفرنیا، با صحبت کردن با آن‌ها، جان صدها پرش‌کننده احتمالی را نجات داد. CHP تخمین می‌زند که با کمک دوربین‌ها و داوطلبان، حداقل ۸۰ تا ۹۰ درصد افرادی که قصد پریدن دارند از انجام این کار جلوگیری می‌شود.

## مانع خودکشی
در ۱۰ اکتبر ۲۰۰۸، هیئت مدیره پل گلدن گیت و منطقه حمل و نقل با ۱۵ رای موافق به ۱ به گزینه ترجیحی نصب یک توری فولادی ضدزنگ با پوشش پلاستیکی در زیر پل به عنوان یک عامل بازدارنده از خودکشی رأی دادند. مانع توری در ابتدا ۴۰ تا ۵۰ میلیون دلار برآورد شد. در ۲۸ ژوئیه ۲۰۱۰، هیئت مدیره ۵ میلیون دلار از کمیسیون حمل و نقل شهری (MTC) برای انجام یک مطالعه طراحی نهایی مانع دریافت کرد. با این حال، منبع مالی برای کل پروژه هنوز مشخص نشده بود، و این نگرانی وجود داشت که این کمبود بودجه می‌تواند استقرار شبکه را به تأخیر بیندازد.

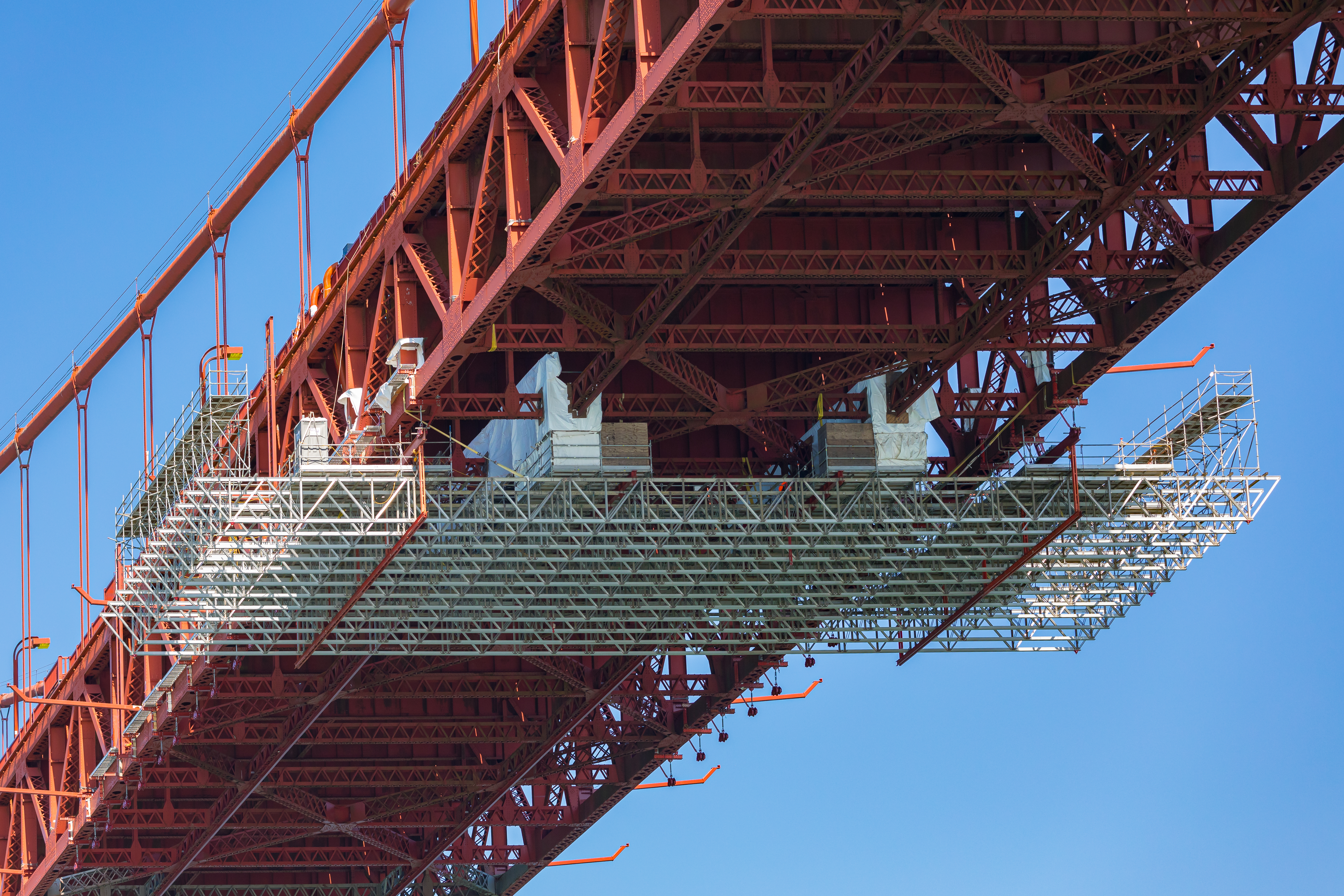
نصب موانع خودکشی، فوریه ۲۰۲۰

کمبود بودجه برای پروژه همچنان باعث تأخیر در زمانبندی تکمیل شد. در سال ۲۰۱۲، پرزیدنت باراک اوباما لایحه مجوز مجدد حمل و نقل را تصویب کرد که به کمک مالی فدرال برای پروژه‌های زیرساختی حمل و نقل اجازه می‌دهد. در ابتدا، این لایحه بودجه را به‌طور خودکار منحرف نمی‌کرد. با این حال، حامی‌های مانع، مانند «بنیاد راه‌آهن پل»، در نهایت در تضمین حمایت از پروژه در سال ۲۰۱۴ موفق شدند در مارس ۲۰۱۴، نیویورک تایمز گزارش داد که انتظار می‌رود مدیرهای منطقه بریج به تغییر سیاست آن رأی دهند و اجازه استفاده از پول عوارض برای تکمیل بودجه دولتی برای مانع خودکشی را بدهند.

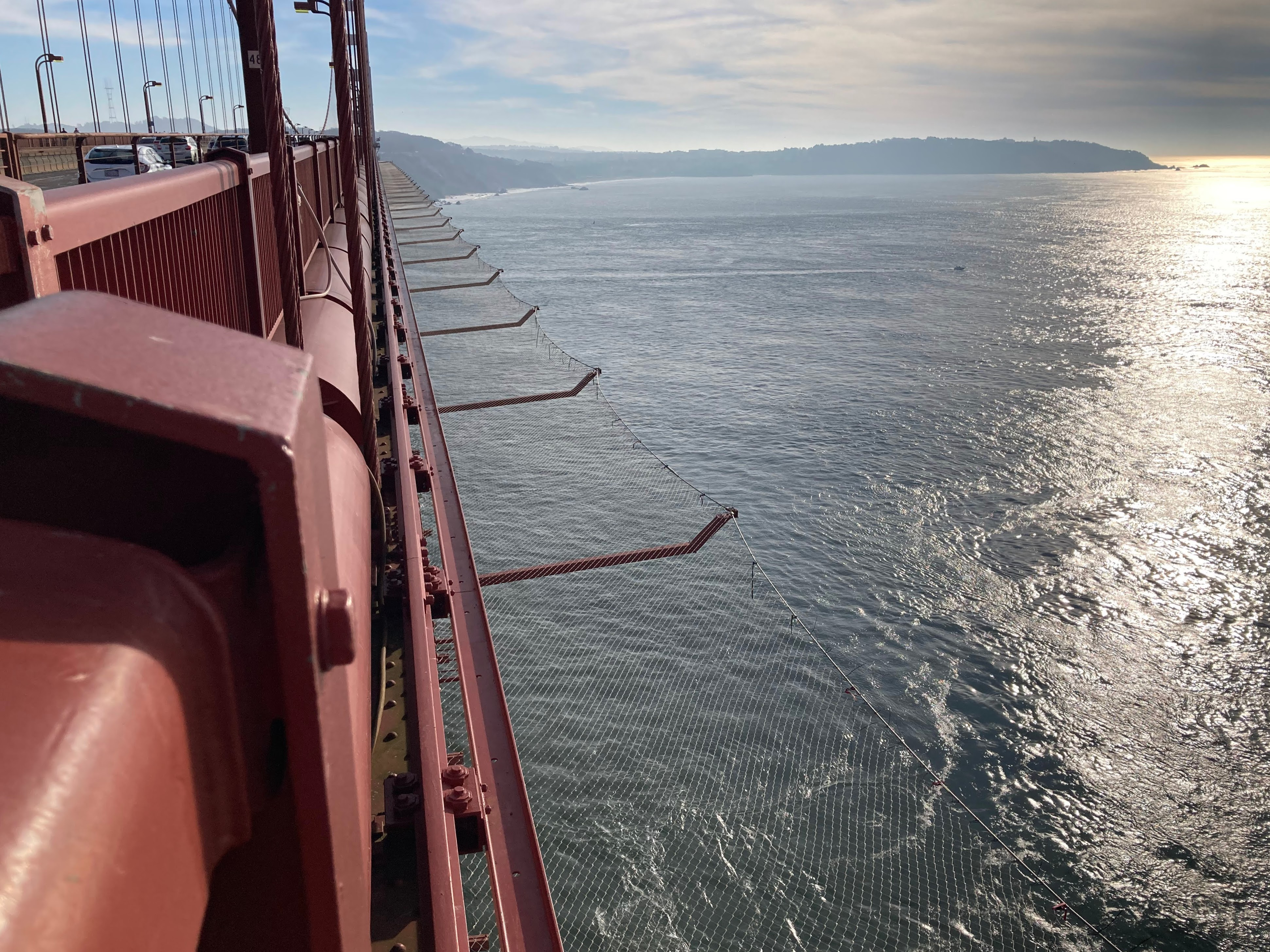
تورهای در سمت اقیانوس آرام پل گلدن گیت در دسامبر ۲۰۲۲.

سد پیشنهادی خودکشی شامل توری فولادی ضدزنگ به طول ۲۰ فوت (۶٫۱ متر) خواهد بود. در دو طرف پل، و ۲۰ فوت زیر پل. بودجه ساخت این مانع به اتفاق آرا توسط هیئت مدیره پل گلدن گیت در ۲۷ ژوئن ۲۰۱۴ تصویب شد. MTC موافقت کرد که ۲۷ میلیون دلار از هزینه کلی ۷۶ میلیون دلاری پروژه را کمک کند و مقامات فدرال، ایالتی و محلی نیز به این پروژه کمک خواهند کرد. طراحی در دسامبر ۲۰۱۴ نهایی شد. با این حال، این پروژه به دلیل نگرانی‌های خدمات پارک ملی در مورد ذخیره‌سازی مصالح ساختمانی در محل برای سه سال (که حدود سه سال برآورد شده بود) برای تکمیل کار به تعویق افتاد.

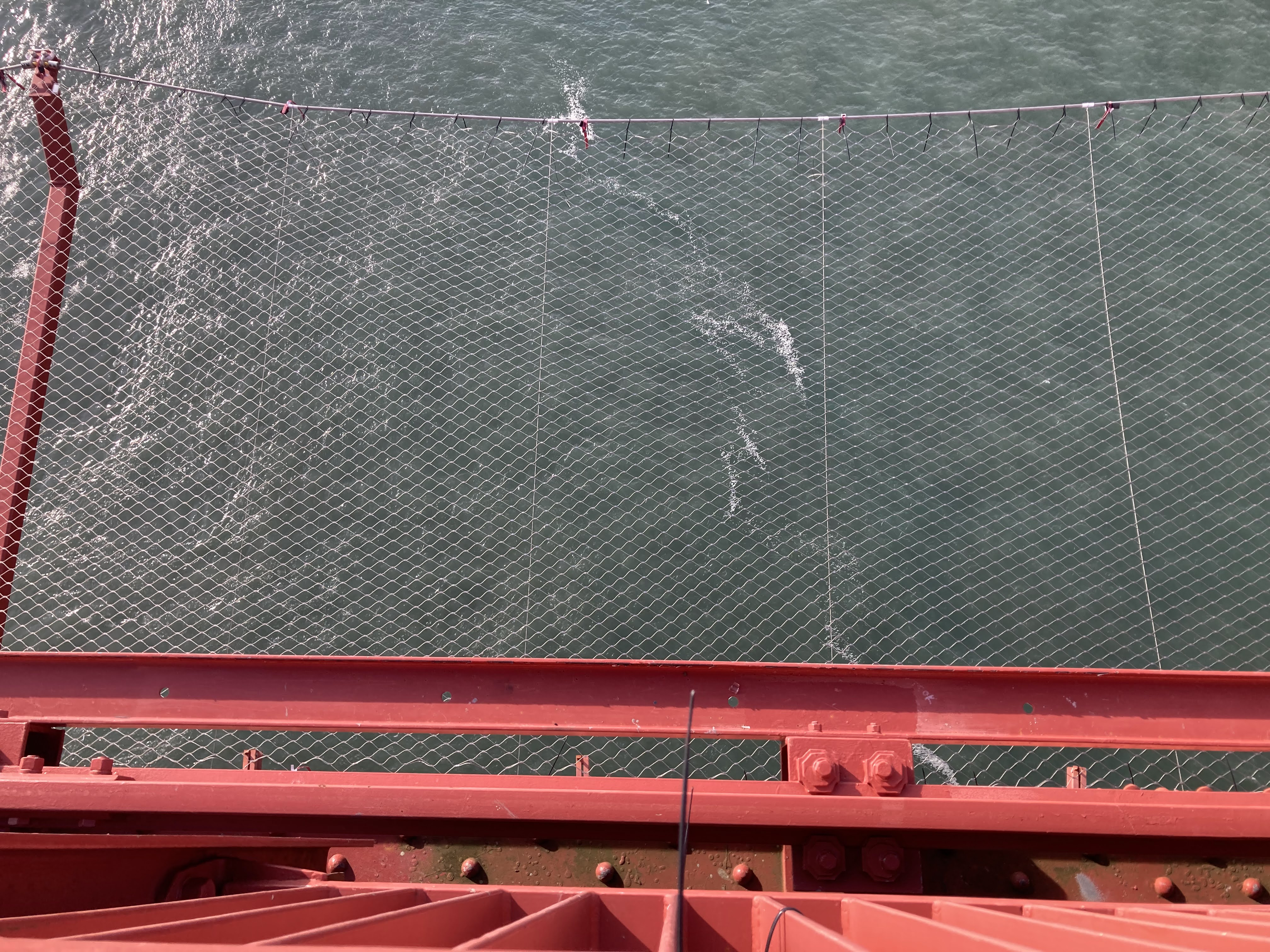
توری مانع خودکشی بر روی پل گلدن گیت در دسامبر ۲۰۲۲. نصب همچنان ادامه دارد.

ساخت توری و قطعه‌های ساختاری از جنس فولاد ضدزنگ پس از سال‌ها بحث در می ۲۰۱۷ در خارج از محل شروع شد و نصب توری در محل در اوت ۲۰۱۸ آغاز شد. این شبکه قرار بود در سال ۲۰۲۱ با هزینه پیش‌بینی شده ۲۱۱ میلیون دلار تکمیل شود. در سال ۲۰۱۹، پیمانکار اصلی AECOM یک تأخیر تا سال ۲۰۲۳ را گزارش کرد. مسئولان منطقه این تأخیر را به پیمانکار اصلی، Shimmick Construction، که پروژه را نادیده گرفته بود، و به خرید آن در سال ۲۰۱۷ توسط AECOM نسبت دادند. اکنون تخمین زده می‌شود که ساخت شبکه انتحاری در مجموع ۴۰۰ میلیون دلار هزینه داشته باشد و انتظار می‌رود تا دسامبر ۲۰۲۳، تقریباً چهار سال عقب‌تر از برنامه، به پایان برسد.

## حوادث

### هارولد بی وبر
اولین مرگ عمدی شناخته شده از پل گلدن گیت زمانی رخ داد که پل فقط کمی بیش از سه ماه از افتتاح آن گذشته بود. در آگوست ۱۹۳۷، هارولد وبر کهنه سرباز ۴۷ ساله جنگ جهانی اول به عنوان یک باربری استخدام شد و با اتوبوس به سمت پل رفت. پس از پیاده شدن از اتوبوس، وبر پیاده‌روی ۱٫۷ مایلی را شروع کرد. در مسیر با دکتر لوئیس نیلور، استاد کالج از کنتیکت که برای تعطیلات در منطقه سانفرانسیسکو بود صحبت کرد. وبر خاطرنشان کرد: «این روز عالی برای کاری است که قرار است انجام دهم، خواهی دید." در حین قدم زدن، وبر کت و جلیقه‌اش را درآورد، آن‌ها را به سمت نیلور پرت کرد و گفت: «اینجا پیاده می‌شوم، می‌پرم.» نیلور کمربند مرد را گرفت، اما وبر توانست آزاد شود و از روی ریل چهار فوتی پرید و در خلیج سانفرانسیسکو جان خود را از دست داد. پس از مرگ او، روزنامه‌ها گزارش دادند که وبر "قربانی موج گرفتگی " بود که تحت درمان سلامت روانی قرار داشت.

### آگوست و مرلین دمونت
یکی از کوچک‌ترین افرادی که از روی پل جان خود را از دست داد، مرلین دیمونت پنج ساله در سال ۱۹۴۵ بود. در حالی که کودک روی تیری درست بیرون نرده پل ایستاده بود، پدرش، آگوست دمونت، سرکارگر ۳۷ ساله نصب آسانسور، به او دستور داد که بپرد. آگوست دمانت به دنبال او شیرجه زد. یادداشت ساده ای در خودروی دی مونت پیدا شد که در آن نوشته شده بود: «من و دخترم خودکشی کردیم».

### چارلز اس. گالاگر پدر و پسر.
در سال ۱۹۵۴، چارلز اس. گالاگر پدر مدیر انجمن بازرگانان سن خوزه در سن خوزه، کالیفرنیا بود. پس از بازگشت از دو هفته تعطیلات، او متوجه شد که حسابرسی شرکتش قبل از رفتنش آغاز شده بود. گالاگر به همکارانش گفت که برای مدت کوتاهی می‌رود تا قهوه بخورد. او به جای این کار، به سمت شمال پل گلدن گیت رانندگی کرد، پارک کرد و پرید.
چهار روز بعد، پسر ۲۴ ساله گالاگر، چارلز اس. گالاگر جونیور، با همان خودروی متعلق به پدرش به همان منطقه رفت و تقریباً از همان مکان پرید. گالاگر جونیور، یک دانش‌آموز پیش‌پزشکی در UCLA، یادداشتی به جای گذاشت که در آن نوشته شده بود: «متاسفم. . . . من می‌خواهم با پدرم همراهی کنم."

### مارک سلینجر
مارک سلینجر بیست و هشت ساله، پسر ارشد پیر سلینجر، سخنگوی سابق دولت کندی، در ۹ فوریه ۱۹۷۷ از روی پل پرید و جان باخت. در حالی که سلینجر جان اف کندی را از طریق ارتباط حرفه ای پدرش با رئیس‌جمهور می‌شناخت، او را در سطح شخصی نیز می‌شناخت. به گفته خانواده‌اش، سلینجر که گهگاه نقش گلف کندی را برعهده داشت، هرگز از ترور رئیس‌جمهور غلبه نکرد. پس از اینکه مادر سلینجر جسد را شناسایی کرد، اداره پزشکی قانونی سانفرانسیسکو مرگ سلینجر را به رسانه‌ها اعلام کرد. سالینجر که در زمان مرگ ساکن منطقه خلیج سانفرانسیسکو بود، در شهرستان سن متئو به خاک سپرده شد.

### استیون و کلی پیج
در ۲۸ ژانویه ۱۹۹۳، استیون پیج همسرش نانسی را به قتل رساند و سپس دختر ۳ ساله‌اش، کلی، را از پل گلدن گیت به پایین پرت کرد، قبل از اینکه خودش از روی پل بپرد.
پیج به عنوان خریدار در مهد کودک Ogawa-Mune در فرمونت، کالیفرنیا کار می‌کرد. خانه خانواده پیج در فرمونت بود، اما پیج پس از جدایی او و همسرش، آپارتمان جداگانه ای داشت. ساعت ۱۰:۰۰ در روز ۲۸ ژانویه، پیج به خانه آنها در فرمونت رفت و همسرش را با یک تفنگ ساچمه ای به قتل رساند. سپس برای مادرشوهرش پیام گذاشت تا پسرخوانده نه ساله اش را از مدرسه بیاورد. پس از رسیدن به خانه پیج، جسد دخترش را کشف کرد. پیج، پس از کشتن همسرش، به همراه دختر سه ساله‌شان، کلی، به سمت پل گلدن گیت رفتند. افسران گشت بزرگراه متوجه شدند که پیج در حال راه رفتن در امتداد پل در حال حمل یک بسته نرم است و متوجه شدند که این یک کودک کوچک است. پس از اینکه مأموران به دلیل رفتار غیرعادی به او نزدیک شدند، پیج کلی را از روی نرده پرتاب کرد، سپس خودش از روی نرده بالا رفت و پرید. پس از این حادثه، بازرسان از فقدان آشکار شاخص‌های روانشناختی پیج قبل از قتل/خودکشی متحیر شدند.
شلی فریر، سخنگوی گارد ساحلی ایالات متحده، اظهار داشت که USCG اجساد پدر و دختر را تا روز بعد، نامه عذرخواهی خطاب به پسرخوانده پیج که در زمان هر سه مرگ در مدرسه بود، در خانه خانواده پیدا شد. در این نامه پیج به خاطر کاری که انجام داده بود عذرخواهی کرد و هم برای قتل همسر و دخترش و هم برای خودکشی خود برنامه ریزی کرد.

### روی ریموند
در ۲۶ آگوست ۱۹۹۳، روی ریموند، بنیانگذار ویکتوریا سیکرت، پس از پریدن عمدی از پل گلدن گیت در سن ۴۶ سالگی درگذشت. آخرین باری که جسد ریموند در حال راه رفتن به سمت پل دیده شد، اندکی پس از آن در خط ساحلی در شهرستان مارین شسته شد. بازرسان به این نتیجه رسیدند که او با پریدن از روی پل خود را کشته‌است.

### پل علاءالدین العرب
پل علاءالدین العرب که در سال ۱۹۸۸ از سقوط از گلدن گیت جان سالم به در برد، در ۱۹ مارس ۲۰۰۳ هنگامی که در اعتراض به حمله ایالات متحده به عراق از روی پل پرید، درگذشت. العرب، که پدرش در عراق به دنیا آمد، یک مشاور املاک ۴۴ ساله از کنزینگتون، کالیفرنیا بود که از یک نرده در سمت شرقی (خلیج) پل، در وسط دهانه بالا رفت. العرب با بستن یک سر طناب به پل و پیچیدن سر دیگر طناب به دور بازوهای خود، خواستار گفتگو با رسانه‌ها شد. مجریان قانون در حالی که او بیانیه ای را که در محکومیت جنگ که اوایل همان روز آغاز شده بود، می‌خواند، سعی کردند با او صحبت کنند. پس از اتمام بیانیه، طناب را رها کرد و از ارتفاع ۲۳۵ فوتی روی آب افتاد. جسد او تقریباً بلافاصله پیدا شد.
با این حال، در سال ۱۹۸۸، او از سقوط مشابهی از پل جان سالم به در برد که بواسطه سطل که از طناب ۶۰ فوتی از روی پل آویزان بود، رخ داد. او در آن زمان به آنچه بدرفتاری با افراد مسن و معلول می‌دانست معترض بود. در حادثه ۱۹۸۸، او چنگ خود را بر روی طناب از دست داد و به خلیج سانفرانسیسکو افتاد و با سه دنده شکسته زنده ماند و از ناحیه هر دو ریه آسیب جدی دید. حادثه اول تصادف در نظر گرفته شد. پس از حادثه ۱۹۸۸، العرب به خبرنگار سانفرانسیسکو کرونیکل گفت: «به نظر می‌رسید که سقوط برای همیشه ادامه داشته‌است. دعا می‌کردم که خدا به من فرصت دیگری بدهد. همچنین به این فکر می‌کردم که چگونه ضربه بزنم، زیرا این چیزی است که تعیین می‌کند زنده بمانی یا بمیری.» در حالی که دوستان، خانواده و همکارانش باور نداشتند که مرگ او یک خودکشی عمدی بوده‌است، بازرسان بر اساس رها کردن طناب توسط او به نتیجه دیگری رسیدند. پروفسور بازنشسته روان‌پزشکی UCSF، جروم موتو، اظهار داشت که آلاراب ممکن است با شروع جنگ آشفته شده باشد و «دردی که قبلاً قابل تحمل بود ناگهان غیرقابل تحمل شد.»

### کیسی جوآنا بروکس
در ۲۹ ژانویه ۲۰۰۸، کیسی بروکس ۱۷ ساله از تیبورون، از پل گلدن گیت پرید. از آنجایی که جسد او هرگز پیدا نشد، دوستش نیمکت‌هایی را به عنوان یادبود او نصب کرده بود. بنای یادبود اصلی که در Strawberry Vista در دره میل واقع شده بود، به دلیل اختلاف با مالک ملکی که نصب نیمکت در آن مناسب نبود، باید جابه‌جا می‌شد. در ماه مارس و آوریل ۲۰۲۰، نیمکت‌ها دو بار تخریب شدند. پدرش، جان بروکس، کتابی به نام دختر پشت در، در مورد تجربه و سفر آنها از دست دادن کیسی نوشته‌است.

### شان مویلان
در تاریخ ۵ ژوئن ۲۰۱۴، ساعت ۴:۲۲ بعد از ظهر، شان مویلان ۲۷ ساله از نواتو، کالیفرنیا، از پل گلدن گیت پرید و به زندگی خود پایان داد. گارد ساحلی جسد مویلان را از آب‌های زیر پل بیرون کشید. مویلان نوه جان مویلان، یکی از اعضای قدیمی هیئت مدیره منطقه گلدن گیت بود که برای نصب موانع انتحاری روی پل مبارزه می‌کرد. زمانی که در سال ۲۰۰۸، تصمیمی تاریخی برای ساخت دیوار حائل با هزینه ۶۸ میلیون دلاری گرفته شد، مویلان بزرگ رئیس هیئت مدیره بود. جان مویلان از مرگ نوه خود به عنوان «دلخراش» یاد کرد. با این حال، او آن را به دلیل عدم وجود مانع نمی‌داند. شان مویلان قبلاً در فوریه ۲۰۱۴ اقدام به خودکشی کرده بود. مویلان پس از جدایی از دوست دخترش، جلوی کامیونی در اورگان رفت و به شدت مجروح شد.

## خودکشی‌های دروغین و نجات یافتگان
در کنار مرگ‌های تأیید شده خودکشی و اقدام به خودکشی در پل، خودکشی‌های کاذب نیز وجود داشته‌است. اولین مورد مستند «شبه‌کشی» در پل گلدن گیت در سال ۱۹۴۸ بود. کریس جی کریستنسن چهل و هفت ساله یک جواهرساز معروف محلی بود که اخیراً به عضویت هیئت نظارت سانفرانسیسکو انتخاب شده بود. کت کریستنسن در دهانه وسط پل به یک جعبه کار وصل شده بود و نوشته‌ای به همراه داشت: «عزیزان: اعصاب من داغون شده‌است. لطفاً من را ببخشید. کریس." اعتقاد بر این بود که کریستنسن از روی پل پریده‌است، مرده اعلام شد و شایعه‌های فراوان شد. بازرسان به این نتیجه رسیدند که او قادر به مقابله با فشارهای ناشی از حضور در مشاغل دولتی نبود. گزارش‌هایی مبنی بر دوستی کریستنسن با مردی وجود داشت که او را «بیددار… تقریباً آنقدر خوش‌قیافه بود که نمی‌توان او را خوش‌تیپ توصیف کرد». در حالی که کریستنسن این مرد را به عنوان برادرزاده اش به دوستان و همکارانش معرفی کرد، معلوم شد که او یکی از بستگانش نبوده بلکه او یک ملوان نیروی دریایی بود که کریستنسن در یک بار در لس آنجلس با او آشنا شد. بیش از یک سال گذشته بود که مشخص شد کریستنسن واقعاً زنده است و در هیوستون، تگزاس انجیل می‌فروشد. کریستنسن که در خانه‌ای با اجاره کم زندگی می‌کند و ۴۰ پوند وزن کم کرده بود، توضیح داد که مشارکت‌کنندگان کمپین که از انتخاب او حمایت کردند از او خواسته بودند «کارهایی را انجام دهد که نمی‌توانست انجام دهد». کریستنسن خود را شکست خورده می‌دید و هرگز به سانفرانسیسکو بازنگشت.
در سال ۱۹۸۵ کنت بالدوین ۲۸ ساله از روی پل پرید و جان سالم به در برد. او که توسط گارد ساحلی ایالات متحده نجات یافت، از چند دنده شکسته و یک ریه کبود شد.
در ۲۵ سپتامبر ۲۰۰۰، کوین هاینز ۱۹ ساله بود، پارانوئید و دچار توهم شد که از پل گلدن گیت پرید. او با شیرجه از روی نرده پل، از ارتفاع ۲۲۰ فوتی در خلیج سانفرانسیسکو پرید. در حین سقوط، بدن او به‌طوری چرخید که وقتی به آب برخورد کرد، در حالت نشسته بود و ضربه را در پاها و از پشت به بالا می‌برد. سه تا از مهره‌های او شکسته و اندام‌های داخلی تحتانی‌اش آسیب دیده‌است. یک کشتی گارد ساحلی ایالات متحده او را نجات داد و او به بیمارستانی در سانفرانسیسکو منتقل شد و در آنجا تحت عمل جراحی فوری قرار گرفت. پس از جراحی‌های، او بهبودی کامل یافت. او در مورد افکار خود پس از پرش، بعداً گفت: «یک میلی‌ثانیه سقوط آزاد وجود داشت. در آن لحظه، فکر کردم، چه کار کرده‌ام؟ من نمی‌خواهم بمیرم. خدایا، لطفاً مرا نجات بده.» پس از اقدام به خودکشی، او در یک فیلم مستند به نام پل (۲۰۰۶) ظاهر شد و لری کینگ با CNN مصاحبه کرد. هاینز کتابی دربارهٔ تجربه‌های خود قبل و بعد از اقدام به خودکشی نوشت، ترک خورده، شکسته نشد، و یکی از مدافعان سلامت روان و مدافع ایجاد یک مانع یا شبکه خودکشی پل برای جلوگیری از چنین حوادثی شد.
در ۱۰ مارس ۲۰۱۱، لوه «اوتر» ویلاگومز ۱۷ ساله از دبیرستان ویندزور در ویندزور، کالیفرنیا، از پرش از روی پل، با شکستن دنبالچه و سوراخ شدن یک ریه جان سالم به در برد، اگرچه او گفت تلاشش برای «تفریح» بوده‌است. و نه خودکشی فردریک لکوتوریر ۵۵ ساله که در حال موج‌سواری در زیر پل بود با دیدن پریدن ویلاگومز به این نوجوان کمک کرد تا به ساحل برود. گشت بزرگراه کالیفرنیا به دفتر دادستان منطقه سانفرانسیسکو توصیه کرد که دانش آموز را به تخلف متجاوز متهم کند (اتهامی که مستلزم بالا رفتن از هر ریل، کابل، طناب آویزان، برج یا روبنای غیرقابل استفاده عمومی است)، تا یک سال در شهرستان مجازات دارد. زندان و/یا جریمه تا ۱۰۰۰۰ دلار و اینکه نوجوان تحت ارزیابی پزشکی/روانی توسط متخصصان پزشکی قرار گیرد.
در ۲۷ دسامبر ۲۰۲۲، ثورتون «ثور» مک کی، دانشجوی ۲۳ ساله در کالج جونیور سانتا روزا بعد از پرش از روی پل جان سالم به در برد.

## فیلم مستند

### پل
پل یک فیلم مستند بریتانیایی-آمریکایی محصول ۲۰۰۶ توسط اریک استیل است که ۳۶۵ روز فیلمبرداری آن در پل گلدن گیت سانفرانسیسکو در سال ۲۰۰۴ به طول می‌انجامد. این فیلم تعدادی از خودکشی‌ها را به تصویر می‌کشد و مصاحبه‌هایی با خانواده و دوستان برخی از افراد شناسایی‌شده که در آن سال خود را از روی پل پرت کرده بودند، نشان می‌دهد.
این فیلم از مقاله Tad Friend در سال ۲۰۰۳ با عنوان "Jumpers" نوشته شده برای مجله نیویورکر الهام گرفته شده‌است. دست‌اندرکاران فیلم تقریباً ۱۰۰۰۰ ساعت فیلم گرفتند و ۲۳ مورد از ۲۴ خودکشی شناخته شده را در سال ۲۰۰۴ از روی پل ضبط کردند.
فرند در مقاله‌اش برای نیویورکر نوشت: «بازماندگان اغلب از تصمیم خود در هوا پشیمان می‌شوند، اگر زودتر نشده باشند». این مشاهده توسط کن بالدوین بازمانده پشتیبانی می‌شود، که توضیح داد: «من فوراً متوجه شدم که هر چیزی در زندگی‌ام که فکر می‌کردم غیرقابل اصلاح است، کاملاً قابل اصلاح است - بجز این که دیگه پریده بودم.»
انتشار پل در سال ۲۰۰۶ فشار بیشتری بر ناحیه پل وارد کرد و آگاهی عمومی را ادامه داد. این فیلم همچنین مصاحبه‌هایی با اعضای خانواده بازمانده کسانی که پریدند، با شاهدان و با یک بازمانده را مستند کرد.

### لذت زندگی
The Joy of Life که در سال ۲۰۰۵ منتشر شد، یک فیلم مستند آمریکایی است که تاریخچه زمانی خودکشی در پل گلدن گیت را بازگو می‌کند. این فیلم در مورد تغییرات کلیدی طراحی پل توسط معمار ایروینگ مورو، به ویژه پایین آمدن نرده عابر پیاده صحبت می‌کند. همچنین بحث‌های عمومی در مورد مشکل پیشگیری از خودکشی در طول دهه‌ها را با تمرکز بر پوشش خبری محلی بررسی می‌کند.